# Un 15 août en février
Albums de Art Mengo
Guerre d'amour
Singles
1. Les parfums de sa vie (je l'ai tant aimée) / Les parfums de sa vie (Version instrumentale)
Sortie : préalablement en 1988
2. Où trouver les violons / Viens, je te hais
Sortie : 1990
3. Demain, demain / Alabama (inédit)
Sortie : 1990
4. Caïd Ali /  Le petit prince
Sortie : 1991

Un 15 août en février est le premier album studio d'Art Mengo, sorti en 1990, incluant son premier succès Les Parfums De Sa Vie (Je L'Ai Tant Aimée) qui s'est classé parmi les dix meilleures ventes du Top 50 en décembre 1988.
À la suite du succès commercial et critique de la chanson Les Parfums De Sa Vie (Je L'Ai Tant Aimée), la sortie de son premier 33 tours est prévue en 1989. Cependant, un désaccord juridique avec son éditeur empêche toute sortie discographique pendant plus d'un an.
Finalement, cet album paraît au début de l'année 1990. Il est écrit et composé en collaboration avec son beau-frère Patrice Guirao. Il contient dix chansons dont trois titres sont extraits et publiés en 45 tours ou en CD singles. Où Trouver Les Violons est le premier titre diffusé, il se retrouve classé au Top 50 au printemps 1990, suivi de Demain, Demain et au début de l'année 1991 de Caïd Ali ; par ailleurs, le titre Côté Cour bénéficie d'une large diffusion sur les radios périphériques durant le printemps et l'été 1991. 
À noter que durant la guerre du Golfe, le titre Caïd Ali connaît une certaine censure qui freinera son ascension dans les hit-parades. Cette chanson décrit avec profondeur l'exclusion, la souffrance et la violence en sommeil d'un jeune homme de la banlieue parisienne.
Avec cet album, Art Mengo est récompensé par ses pairs en tant que révélation masculine des Victoires de la musique 1991.

## Titres
- Paroles : Patrice Guirao
- Musique : Art Mengo

| 1.    | Où Trouver Les Violons                     | 4:34 |
| 2.    | Côté Cour                                  | 4:06 |
| 3.    | Nadja                                      | 4:50 |
| 4.    | Le Petit Prince                            | 3:42 |
| 5.    | Caïd Ali                                   | 4:33 |
| 6.    | Demain, Demain                             | 3:56 |
| 7.    | La belle affaire                           | 5:10 |
| 8.    | Viens, je te hais                          | 4:20 |
| 9.    | Les parfums de sa vie (je l'ai tant aimée) | 4:07 |
| 10.   | L'amour codé                               | 3:39 |
| 42:57 |                                            |      |

## Crédits

### Musiciens
- Art Mengo : Claviers, chœurs et arrangements
- Serge Faubert : Guitares
- Richard Ben : Guitare jazz sur le titre Nadja
- Alain Salvagnac : Batterie sur les titres Nadja et Caïd Ali
- Pierre Raynaud : Trompettes
- Jean Mora : Synclavier

### Réalisations
- Jacques Hermet : Prise de son et mixage
- Michel Vergine : Programmations
- Claude Cuglière : Direction des violons sur le titre Où Trouver Les Violons